# 야마구치 유키
야마구치 유키(山口 夕輝,やまぐち ゆうき, 1993년 10월 17일 - )는 일본 여성 아이돌 그룹 전 NMB48 팀BII의 멤버이다.

## 개요
- 전 NMB48 팀BII 멤버.
- CUBE DANCE&VOCAL STUDIO X-CUBIC·TRIPLE-CLICK 출신.
- 2011년 7월 10일부터 팀N의 멤버로 승격.
- 2017년 4월 28일, NMB48에서 행해진 졸업 공연으로 인해 NMB48 졸업.